# サギノー・グラント
サギノー・グラント（Saginaw Grant、1936年7月20日 - 2021年7月27日）は、アメリカ合衆国の俳優。オクラホマ州出身。映画『ローン・レンジャー』のチーフ・ビッグ・ベアなどアメリカ先住民役を演じた性格俳優であると同時に、サック・アンド・フォックス・ネーション（近縁のソーク族およびメスクワキ族の連合組織）を束ねる酋長でもあった。

## 出演作品
- 世界最速のインディアン
- ローン・レンジャー（チーフ・ビッグ・ベア）